# A Web of Air
A Web of Air è un romanzo fantastico per ragazzi scritto da Philip Reeve, pubblicato nel 2010.